# Светски куп у биатлону 2012/13 — 8. коло
Осмо коло Светског купа у биатлону 2012/13. одржано је од 7. до 10. марта 2013. године у Сочију, (Русија).

## Сатница такмичења
| Датум    | Време (UTC+1) | Дисциплина                   |
| -------- | ------------- | ---------------------------- |
| 7. март  | 12:15         | Појединачно 15 км, жене      |
| 7. март  | 15:30         | Појединачно 20 км, мушкарци  |
| 9. март  | 13:00         | Спринт 10 км, мушкарци       |
| 9. март  | 16:00         | Спринт 7,5 км, жене'         |
| 10. март | 12:30         | штафета 4 х 7,5 км, мушкарци |
| 10. март | 15:30         | штафета 4 х 6 км, жене       |

## Резултати такмичења

### Мушкарци
| Дисциплина:               | Злато:                                                                            | Време                                   | Сребро:                                                               | Време                                                     | Бронза:                                                                | Време                                   |
| Појединачно 20 км детаљи  | Мартен Фуркад · Француска                                                         | 49:40,6 (1+0+0+0)                       | Андреас Бирнбахер · Немачка                                           | 49:47,5 (0+0+0+0)                                         | Сергиј Семенов · Украјина                                              | 50:12.5 (0+0+0+0)                       |
| Спринт 10 км детаљи       | Мартен Фуркад · Француска                                                         | 25:17,3 (0+0)                           | Јевгениј Устјугов · Русија                                            | 25:59,6 (0+1)                                             | Henrik L'Abée-Lund · Норвешка                                          | 26:08,3 (0+0)                           |
| Штафета 4 х 7,5 км детаљи | Русија · Антон Шипулин · Александар Логинов · Дмитриј Малишко · Јевгениј Устјугов | 1:09:50.8 (1+0) (3+1) (1+0) (0+0) (0+0) | Немачка · Ерик Лесер · Андреас Бирнбахер · Арнд Пајфер · Бенедикт Дел | 1:10:29.1 (3+0) (0+0) (1+0) (0+0) (0+0) (1+0) (2+0) (3+0) | Чешка · Михал Шлесингер · Јарослав Соукуп · Вик Јанов · Ондреј Моравац | 1:10:33.7 (2+0) (3+0) (1+0) (0+0) (1+0) |

### Жене
| Дисциплина:              | Злато:                                                                            | Време                                                     | Сребро:                                                                     | Време                                         | Бронза:                                                                 | Време                                                     |
| Појединачно 15 км детаљи | Дарија Домрачева · Белорусија                                                     | 45:45,2 (0+0+0+2)                                         | Олга Зајцева · Русија                                                       | 46:19,8 (0+0+0+0)                             | Тора Бергер · Норвешка                                                  | 46:32,0 (0+1+0+0)                                         |
| Спринт 7,5 км детаљи     | Магдалена Гвиздоњ · Пољска                                                        | 25:28,7 (0+0)                                             | Анастазија Кузмина · Словачка                                               | 25:38,9 (1+0)                                 | Тора Бергер · Норвешка                                                  | 25:42,4 (0+1)                                             |
| Штафета 4 х 6 км детаљи  | Немачка · Андреа Хенкел · Еви Захенбахер-Штеле · Миријам Геснер · Лаура Далмајерr | 1:09:27,1 (0+1) (0+0) (0+0) (0+2) (0+1) (1+3) (0+0) (0+0) | Украјина · Јулија Џима · Олена Пидрушина · Ваљ Семеренко · Марија Панфилова | 1:09:39,0 (0+0) (0+1) (0+1) (0+2) (0+0) (0+1) | Норвешка · Хилде Фене · Тирил Екхоф · Ан Кристин Флатланд · Тора Бергер | 1:09:48,3 (0+1) (0+2) (0+0) (0+3) (0+1) (0+1) (0+0) (0+2) |

## Успеси
Навећи успеси свих времена
| - Сергиј Семенов, Украјина,, 3. место појединачно - Андрејс Расторгујевс. Летонија, 4. место појединачно - Бенедикт Дел, Немачка, 6. место појединачно - Алексеј Слепов, Русија, 27. место појединачно и 9. место у спринту - Алексеј Алмоуков, Аустралија, 33. место појединачно - Sergey Klyachin, Русија, 38. место појединачно - Dmytro Pidruchnyi, Украјина, 46. место појединачно - Дамир Растић, Србија, 59. место појединачно - Krisjanis Meirans, Летонија, 96. место појединачно - Henrik L'Abée-Lund, Норвешка, 3. место у спринту - Доминик Виндиш, Италија, 5. место у спринту - Јоханес Бе, Норвешка, 20. место у спринту - Вит Јанов, Чешка Република, 39. место у спринту | - Марија Панфилова. Украјина, 13. место појединачно - Анелис Кук, САД, 14. место појединачно - Ирис Швабл. Аустрија, 19. место појединачно - Хилде Фене, Норвешка, 25. место појединачно - Викторија Падијал, Шпанија, 40. место појединачно - Galina Vishnevskaya, Казахстан, 43. место појединачно - Chardine Sloof, Холандија, 66. место појединачно - Jaqueline Mourão, Бразил, 83. место појединачно - Outi Groendahl, Финска, 87. место појединачно - Еви Захенбахер-Штеле, Немачка, 6. место у спринту - Јутка Ландова, Чешка Република, 37. место у спринту - Ванеса Хинц, Немачка, 43. место у спринту - Сана Марканен, Финска, 57. место у спринту |

Прва трка у светском купу
|  | - Ванеса Хинц, Немачка, 45. место појединачно - Olga Podchufarova, Русија, 58. место у спринту |